# Bulbul ictérin
Phyllastrephus icterinus
Espèce
Répartition géographique
Statut de conservation UICN

 LC  : Préoccupation mineure
Le Bulbul ictérin (Phyllastrephus icterinus) est une espèce de passereaux de la famille des Pycnonotidae.

## Répartition
Cet oiseau est répandu  à travers la région guinéo-congolaise.

## Habitat
Son habitat naturel se compose des forêts sèches subtropicales ou tropicales, les forêts humides subtropicales ou tropicales en plaine ainsi que les savanes humides.

## Systématique
L'espèce est actuellement considérée comme monotypique.
Une espèce endémique du Liberia, baptisée Bulbul du Liberia (Phyllastrephus leucolepis), était anciennement reconnue sur la base d'un unique spécimen décrit en 1985 par Wulf Gatter. Une étude génétique de Collinson et al. conclut en 2017 qu'il s'agit probablement d'une simple variation de plumage (sans pouvoir cependant totalement réfuter l'hypothèse d'une espèce proche). leucolepis n'est désormais plus reconnue par les principales autorités taxonomiques.